# Недержавні пенсійні фонди України
Недержавний пенсійний фонд (в Україні) — юридична особа, створена відповідно до Закону України «Про недержавне пенсійне забезпечення», яка має статус неприбуткової організації (непідприємницького товариства), функціонує та провадить діяльність виключно з метою накопичення пенсійних внесків на користь учасників пенсійного фонду з подальшим управлінням пенсійними активами, а також здійснює пенсійні виплати своїм учасникам.
Фонд залучає пенсійні внески вкладників, інвестує кошти з метою їхнього збільшення та захисту від інфляції, а пізніше здійснює пенсійні виплати учасникам за рахунок накопичених пенсійних активів. Недержавну пенсію виплачують додатково до державної. Розмір недержавних пенсійних виплат залежить від розміру пенсійних внесків, періоду накопичення та суми отриманого інвестиційного прибутку. З моменту зарахування коштів на індивідуальний пенсійний рахунок вони стають приватною власністю учасників, на них поширюється право спадкування, їх не можна відчужити на користь третіх осіб.
Недержавний пенсійний фонд не несе відповідальності за зобов'язаннями держави, а держава не несе відповідальності за зобов'язаннями недержавного пенсійного фонду.

## Види
За видами НПФ можуть утворюватися як:
- відкриті;
- корпоративні;
- професійні[1].

У відкритих фондах учасниками можуть бути будь-які фізичні особи незалежно від місця та характеру їх роботи. Внески на користь учасників можуть здійснювати як фізичні, так і юридичні особи.
У корпоративних фондах учасниками можуть бути одна або кілька юридичних осіб-роботодавців.
У професійних учасниками фонду можуть бути організації роботодавців, їх об'єднання, об'єднання громадян, професійні спілки, їх об'єднання або фізичні особи, пов'язані за родом професійної діяльності, зазначеної в статуті фонду.

## Основні правила
Контроль за розміщенням і збереженням коштів здійснюється на декількох рівнях. НПФ керує адміністратор, інвестуванням пенсійних активів займається компанія з управління активами (КУА), зберігаються гроші в банку-зберігачі. Обслуговуючі компанії можуть брати за свої послуги не більше 7 % від обсягу активів.
НПФ не може збанкрутувати, а тільки ліквідуватися. У цьому випадку пенсійні накопичення громадян повинні бути переведені до іншого НПФ за вибором клієнта. Проте, в процесі інвестування фонд може отримувати як прибутки, так і збитки.

## Портфель
Більшість НПФ в Україні дотримуються дуже консервативних стратегій інвестування. Вони вкладають кошти переважно в ОВДП і депозити. Частка нерухомості, корпоративних облігацій і акцій в сумі становить менш як 10 % активів усіх НПФ.
Закон зобов'язує робити відрахування в НПФ тільки в гривні. Але НПФ, в свою чергу, можуть інвестувати у валютні фінансові інструменти, наприклад, депозити в іноземній валюті та валютні ОВДП.
НПФ нараховують дохідність не у відсотках, а у вартості пенсійної одиниці. На момент створення фонду вартість пенсійної одиниці становить 1. У міру зростання пенсійних активів та інвестдоходу, її вартість змінюється (див. таблицю).

## Перелік недержавних пенсійних фондів
До списку увійшли 63 недержавні пенсійні фонди України, внесені до реєстру недержавних пенсійних фондів Національної комісії з цінних паперів та фондового ринку. Інші 56 фондів на даний час виключені з реєстру.
Фінансові показники взяті станом на останню оприлюднену дату по 23 грудня 2023 року включно.
| Назва фонду (скорочено)                                                                | Код ЄДРПОУ | Місто реєстрації | Рік реєстрації | Тип | Чиста вартість активів, грн | Чиста вартість одиниці пенсійних активів, грн | Джерело |
| -------------------------------------------------------------------------------------- | ---------- | ---------------- | -------------- | --- | --------------------------- | --------------------------------------------- | ------- |
| Європа                                                                                 | 26581709   | Київ             | 2004           | В   | 41 539 882                  | 2,68                                          | [ 6 ]   |
| Соціальний стандарт                                                                    | 33058272   | Київ             | 2004           | В   | 62 161 140                  | 4,97                                          | [ 7 ]   |
| Пенсійний капітал                                                                      | 33060150   | Київ             | 2004           | В   | 2 994 850                   | 2,31                                          | [ 8 ]   |
| Довіра-Україна                                                                         | 33060428   | Київ             | 2004           | В   | 377 669                     | 1,56                                          | [ 9 ]   |
| Дністер                                                                                | 33074085   | Львів            | 2004           | В   | -                           | -                                             | [ 10 ]  |
| Національний                                                                           | 33100470   | Київ             | 2004           | В   | -                           | -                                             |         |
| Україна                                                                                | 33105154   | Київ             | 2004           | В   | 61 409 876                  | 2,47                                          | [ 11 ]  |
| ВСІ                                                                                    | 33105725   | Київ             | 2004           | В   | 71 012 172                  | 3,54                                          | [ 12 ]  |
| Професійний пенсійний фонд незалежної галузевої професійної спілки енергетиків України | 33107539   | Київ             | 2004           | П   | 96 337 939                  | 2,22                                          | [ 13 ]  |
| Приватфонд                                                                             | 33114991   | Дніпро           | 2004           | В   | 425 175 126                 | 12,07                                         | [ 14 ]  |
| Взаємодопомога                                                                         | 33146316   | Київ             | 2004           | В   | 7 723 967                   | 1,09                                          | [ 15 ]  |
| Прикарпаття                                                                            | 33163504   | Івано-Франківськ | 2005           | В   | 3 452 792                   | 2,56                                          | [ 16 ]  |
| Фармацевтичний                                                                         | 33262460   | Київ             | 2005           | В   | 219 257 952                 | 4,49                                          | [ 17 ]  |
| Український пенсійний капітал                                                          | 33308613   | Київ             | 2004           | В   | 17 127 928                  | 2,14                                          | [ 18 ]  |
| Причетність                                                                            | 33320710   | Краматорськ      | 2004           | В   | 22 762 100                  | 1,74                                          | [ 19 ]  |
| Надія                                                                                  | 33343518   | Київ             | 2005           | В   | 3 859 941                   | 1,97                                          | [ 20 ]  |
| Золотий вік                                                                            | 33391048   | Херсон           | 2005           | В   | 147 799                     | 0,79                                          | [ 21 ]  |
| Кремінь                                                                                | 33403482   | Київ             | 2005           | В   | 241 850                     | 1,51                                          | [ 22 ]  |
| Український пенсійний контракт                                                         | 33411524   | Харків           | 2005           | В   | 347 750                     | 1,98                                          | [ 23 ]  |
| Перший профспілковий                                                                   | 33602063   | Київ             | 2005           | П   | 623 257                     | 1,95                                          | [ 24 ]  |
| Гірничо-металургійний професійний пенсійний фонд                                       | 33612532   | Дніпро           | 2005           | П   | 775 200                     | 2,13                                          | [ 25 ]  |
| Соціальні гарантії                                                                     | 33617734   | Львів            | 2005           | В   | -                           | -                                             | [ 26 ]  |
| Недержавний корпоративний пенсійний фонд ВАТ «Укрексімбанк»                            | 33629394   | Київ             | 2005           | К   | 392 666 251                 | 7,76                                          | [ 27 ]  |
| Українська пенсійна фундація                                                           | 34001274   | Київ             | 2006           | К   | 133 130                     | 2,58                                          | [ 28 ]  |
| Фонд пенсійних заощаджень                                                              | 34004029   | Київ             | 2006           | В   | 768 040                     | 2,48                                          | [ 29 ]  |
| Соціальна перспектива                                                                  | 34077584   | Івано-Франківськ | 2006           | В   | 50 052 120                  | 4,31                                          | [ 30 ]  |
| Династія                                                                               | 34167520   | Київ             | 2006           | В   | 205 789 360                 | 6,72                                          | [ 31 ]  |
| Українська пенсійна спілка                                                             | 34333343   | Харків           | 2006           | В   | 1 996 030                   | 1,72                                          | [ 32 ]  |
| Резерв Рівненщини                                                                      | 34355367   | Київ             | 2006           | В   | 7 055 367                   | 3,99                                          | [ 33 ]  |
| Ніка                                                                                   | 34414060   | Полтава          | 2006           | В   | 10 704 826                  | 0,39                                          | [ 34 ]  |
| Пенсійна опіка                                                                         | 34456619   | Полтава          | 2006           | В   | 2 178 270                   | 0,64                                          | [ 35 ]  |
| Корпоративний недержавний пенсійний фонд ТПП України                                   | 34619298   | Київ             | 2006           | К   | 3 726 400                   | 0,22                                          | [ 36 ]  |
| Емерит-Україна                                                                         | 34729800   | Київ             | 2006           | В   | 276 379 400                 | 8,78                                          | [ 37 ]  |
| Магістраль                                                                             | 34832684   | Київ             | 2006           | П   | 68 480 000                  | 4,16                                          | [ 38 ]  |
| Корпоративний недержавний пенсійний фонд НБУ                                           | 34880663   | Київ             | 2007           | К   | 2,079896589×109             | 6,68                                          | [ 39 ]  |
| Столичний резерв                                                                       | 34892607   | Київ             | 2007           | В   | 5 981 578                   | 3,58                                          | [ 40 ]  |
| Фріфлайт                                                                               | 34985916   | Київ             | 2007           | В   | 35 027 326                  | 0,90                                          | [ 41 ]  |
| Шахтар                                                                                 | 35033265   | Київ             | 2007           | П   | 3 151 170                   | 3,74                                          | [ 42 ]  |
| Європейський вибір                                                                     | 35141037   | Київ             | 2007           | В   | -                           | -                                             |         |
| Лаурус                                                                                 | 35234147   | Київ             | 2007           | В   | 20 584 344                  | 5,33                                          | [ 43 ]  |
| Гарант-пенсія                                                                          | 35274991   | Київ             | 2007           | В   | 2 291 571                   | 2,34                                          | [ 44 ]  |
| Ініціатива                                                                             | 35464353   | Київ             | 2007           | В   | 144 790                     | 1,27                                          | [ 45 ]  |
| Український пенсійний фонд                                                             | 35532454   | Київ             | 2007           | В   | 26 785 000                  | 1,14                                          | [ 46 ]  |
| Покрова                                                                                | 35822572   | Київ             | 2008           | В   | 6 991 540                   | 3,30                                          | [ 47 ]  |
| Турбота                                                                                | 36124190   | Київ             | 2008           | В   | 1 306 280                   | 2,42                                          | [ 48 ]  |
| Надійна перспектива                                                                    | 36125875   | Київ             | 2008           | В   | 7 921 670                   | 3,22                                          | [ 49 ]  |
| ОТП Пенсія                                                                             | 36274196   | Київ             | 2008           | В   | 486 530 000                 | 7,19                                          | [ 50 ]  |
| Джерело                                                                                | 37900416   | Дніпро           | 2011           | В   | -                           | -                                             |         |
| Всеукраїнський пенсійний фонд                                                          | 38356406   | Київ             | 2012           | В   | -                           | -                                             | [ 51 ]  |
| Резерв                                                                                 | 41866193   | Київ             | 2018           | В   | -                           | -                                             |         |
| Гідне життя                                                                            | 42992797   | Київ             | 2019           | В   | -                           | -                                             | [ 52 ]  |
| Константа                                                                              | 43193865   | Івано-Франківськ | 2019           | В   | -                           | -                                             | [ 53 ]  |
| Перший накопичувальний                                                                 | 41810177   | Київ             | 2017           | В   | -                           | -                                             |         |
| Золота осінь                                                                           | 42802984   | Київ             | 2019           | В   | 56 841 340                  | 1,36                                          | [ 54 ]  |
| Конкорд                                                                                | 35573532   | Київ             | 2007           | В   | -                           | -                                             |         |
| Пенсійний фонд робітників морського транспорту                                         | 34738490   | Одеса            | 2006           | В   | -                           | -                                             |         |
| Арта                                                                                   | 33598424   | Київ             | 2005           | В   | 32 231 650                  | 4,53                                          | [ 55 ]  |
| ВНПФ Українського союзу промисловців і підприємців                                     | 34239060   | Київ             | 2006           | В   | -                           | -                                             |         |
| Соціальна підтримка                                                                    | 34384775   | Донецьк          | 2006           | В   | 946 265                     | 1,32                                          | [ 56 ]  |
| Українська ощадна скарбниця                                                            | 34053275   | Донецьк          | 2006           | В   | -                           | -                                             | [ 57 ]  |
| Хлібний                                                                                | 33404451   | Київ             | 2005           | П   | -                           | -                                             |         |
| Стирол                                                                                 | 32781832   | Горлівка         | 2004           | К   | -                           | -                                             | [ 58 ]  |
| ІФД Капіталъ                                                                           | 33105856   | Київ             | 2004           | В   | -                           | -                                             |         |